# Kukielewicze
Kukielewicze (biał. Кукелеўшчына, ros. Кукелевщина) – wieś na Białorusi, w obwodzie mińskim, w rejonie mińskim, w sielsowiecie Szerszuny.